# Tía Dalma
Tía Dalma es un personaje ficticio de la saga de películas Piratas del Caribe, que aparece en la segunda (Pirates of the Caribbean: Dead Man's Chest) y tercera entregas (Piratas del Caribe: en el fin del mundo). Es una hechicera con poderes de práctica vudú.
Parece ser que en el pasado tuvo amoríos con Jack Sparrow; astuta, mística, cautivadora, de belleza exótica, en algún momento logra ejercer un poder hipnótico sobre Will Turner al conocerlo. Este personaje es encarnado por la actriz Naomie Harris en las dos películas, y es la encargada de relatar la historia del mítico personaje Davy Jones y ayudar a Jack Sparrow a encontrarlo para evitar la maldición que se cierne sobre él.
Tiene un papel importante en la tercera entrega de la película, ya que es la responsable de revivir al capitán Barbossa. Es la mujer enamorada de Davy Jones. En Piratas del Caribe: en el fin del mundo se descubre su verdadera identidad: es la diosa Calypso, confinada por la Primera Corte de la Hermandad y que Barbossa pretendía liberar para que los ayudase en la batalla contra la flota de Lord Cutler Beckett. Pero, tras liberarla y furiosa, se niega a ayudarlos y escapa convirtiéndose en miles de cangrejos que caen al océano que crean un remolino gigante, al que finalmente cae Davy Jones.

## Citas
Versión española:
- "¿...Navegaríais hasta el fin del mundo y más allá, para recuperar al ocurrente Jack y a su preciada Perla?"
- "Es un juego del destino..."
- "El destino te reserva un trascendental cometido."

Versión para América Latina:
- "¿...Irían hasta el fin de la tierra y más allá, y salvarían al querido Jack y su precioso Perla?"
- "Un indicio del destino..."